# Герб Уфимской губернии
Герб Уфи́мской губе́рнии — официальный символ Уфимской губернии, утверждённый 5 (17) июля 1878 года. Герб составлен в соответствии с геральдической реформой Б. В. Кёне.

## История
Герб новообразованного Уфимского наместничества (просуществовало до 1796 года) утвердили в 1782 году: «в серебряном поле на зелёной земле бегущая куница».
В 1865 году была образована Уфимская губерния, а в 1878 году утверждён новый губернский герб:

«В серебряном щите, лазуревая бегущая куница, с червлёными глазами и языком. Щит увенчан Императорскою короною и окружён золотыми дубовыми листьями, соединёнными Андреевскою лентою».
— 

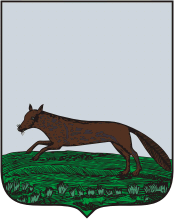
Герб Уфимского наместничества, 1782 год
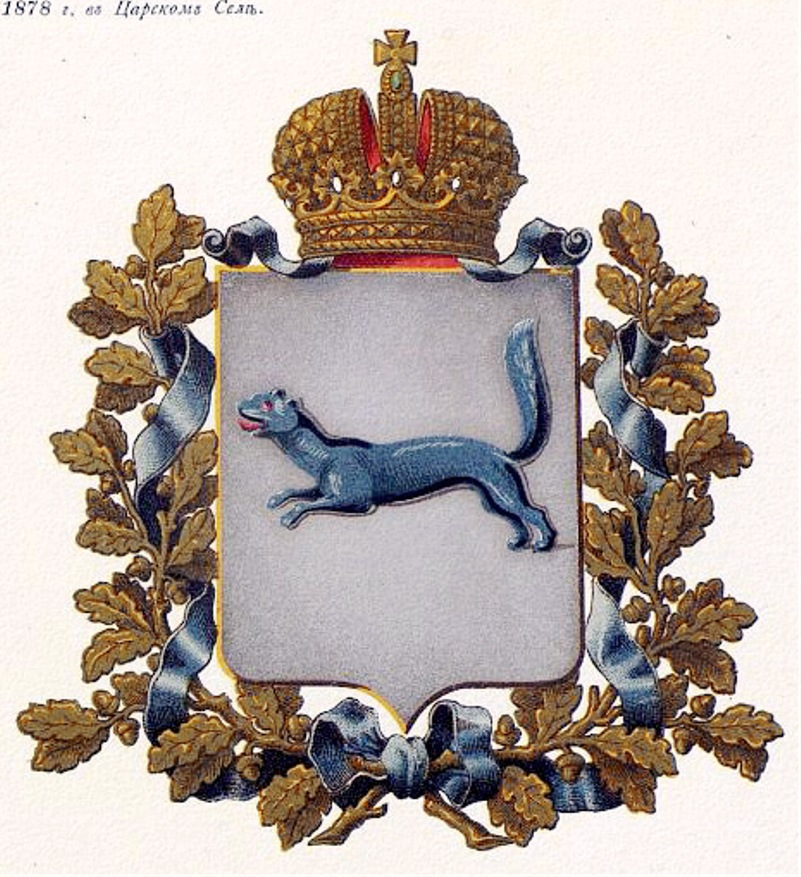
Герб Уфимской губернии, 1878 год
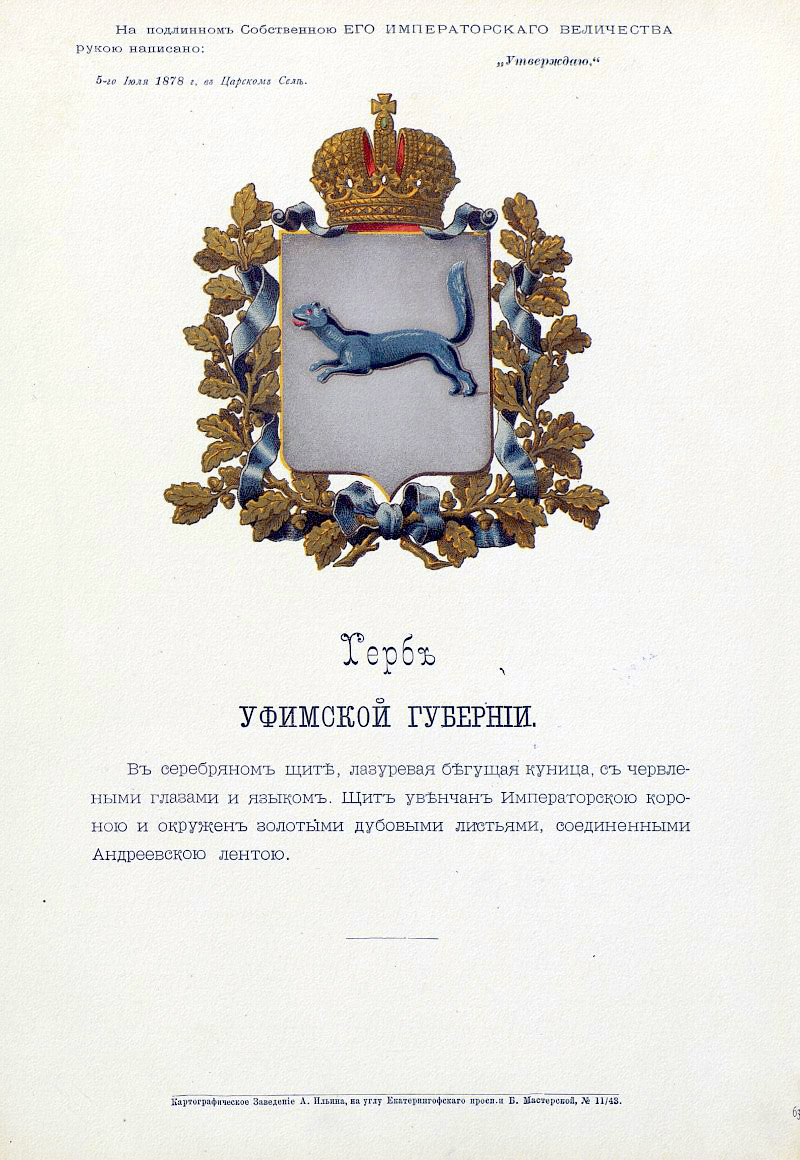
Официальное описание герба из Гербовника МВД Российской империи 1880 года
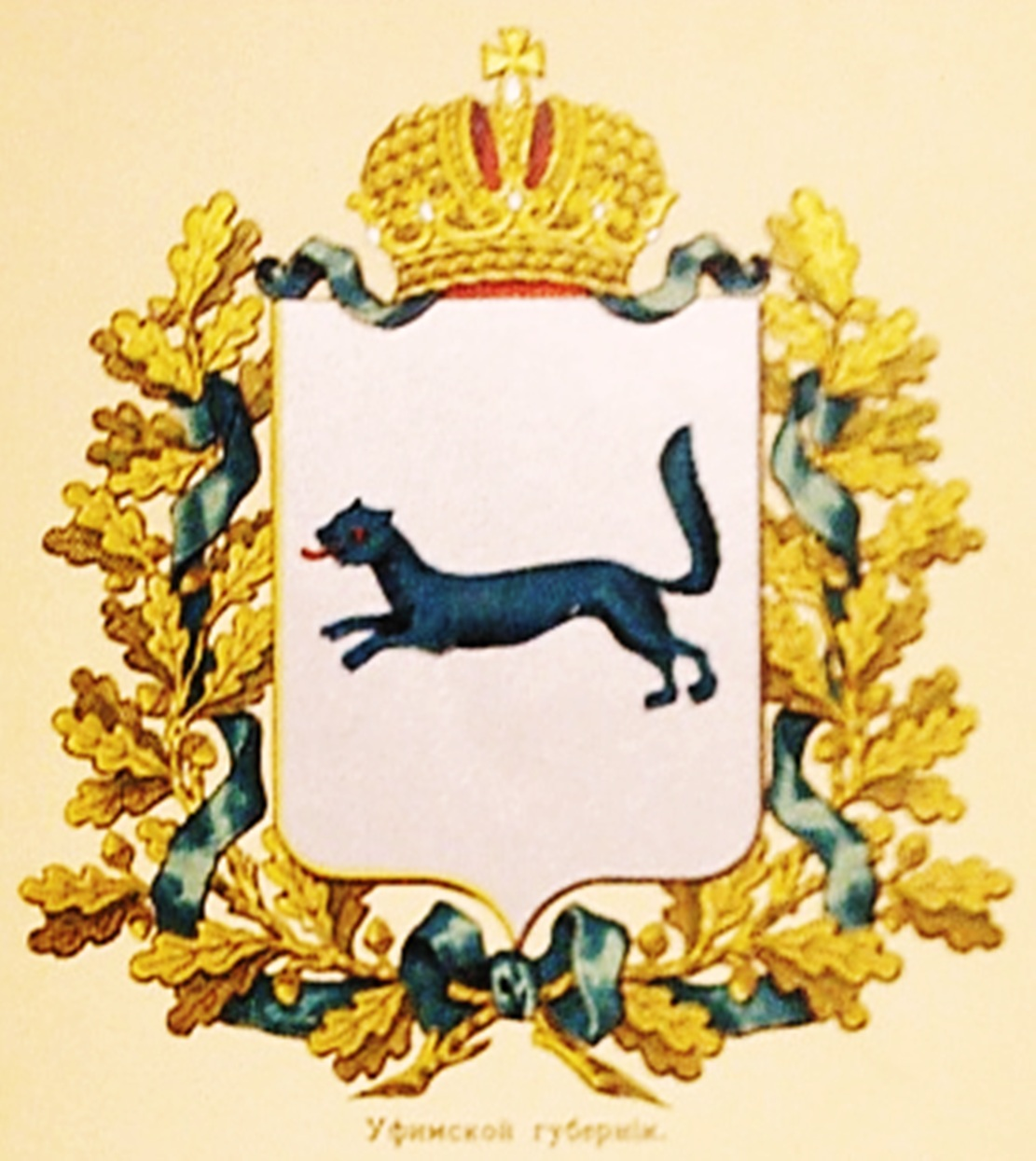
Губернский герб из издания Сукачова